# Michael Rensing
Michael Rensing (Lingen,  14 de maio de 1984) é um ex-futebolista alemão.

## Carreira
Rensing começou a jogar pela equipa da sua cidade natal, o TuS Lingen, em 1988. No ano de 2000 se transferiu para o Bayern de Munique, e começou a jogar pela equipa reserva do mesmo, mas só passou a ser titular do FC Bayern II na temporada 2002-03, na qual jogou 34 partidas na Regionalliga Süd (Liga Regional Alemã). Na temporada seguinte (2003-04), jogou 15 partidas pela equipa reserva e estreou na equipa principal, com 2 participações. Com o passar do tempo, Rensing foi alternando entre o Bayern e o Bayern II, até que conseguiu a sua primeira participação na Liga dos Campeões da UEFA na temporada 2005-06, nos oitavos-de-final contra  o AC Milan, da Itália. 
Nessa partida, ambos os guarda-redes titulares (Oliver Kahn e Dida foram substituídos (o reserva do Milan era Zeljko Kalac). Rensing sofreu um golo (de pênalti) marcado por Andriy Shevchenko e a partida terminou 1-1. Já na época 2006-2007, Michael Rensing voltou a defrontar o AC Milan em San Siro, por castigo de Oliver Kahn. O jogo terminou 2-2, com Kaká e Van Buyten com dois golos cada. Michael Rensing realizou grandes defesas no decorrer do jogo, e segurou um resultado positivo para o FC Bayern para disputar a 2ª mão dos quartos de final da UEFA Champions League em Munique. 
Realizou, ainda, vários jogos com a camisola da selecção alemã de sub-21.
Foi considerado o principal sucessor de Oliver Kahn após o término da sua carreira, determinado para Junho de 2008. Porém as fracas atuações, após a saída de Oliver Kahn, perdeu lugar para Hans-Jörg Butt, e na temporada 2010 por não ter sido aproveitado no clube, o Bayern München dedidiu não renovar seu contrato.